# Smolaninowo
Smolaninowo (ros. Смоляни́ново) – osiedle typu miejskiego w Kraju Nadmorskim w Rosji, położonym 45 kilometrów od Władywostoku. Populacja: 6631 osób (2006); 6 448 osób (2002); 18 831 osób (1989).